# Osteopetrosis infantil maligna
La osteopetrosis infantil maligna, también llamada osteopetrosis maligna autosómica recesiva, es una rara enfermedad de origen genético y transmisión hereditaria que afecta principalmente al desarrollo de los huesos, ocasionando un aumento progresivo de la densidad ósea, con huesos más densos de lo normal pero también más frágiles. Debe distinguirse esta enfermedad de otras formas de osteopetrosis, como la osteopetrosis de Albers-Schönberg o autosómica dominante.

## Frecuencia
Tiene una incidencia de un caso por cada 250.000 nacimientos.

## Herencia
Se transmite según un patrón autosómico recesivo.

## Genética
Desde el punto de vista genético, la enfermedad es heterogénea, se han detectado varias mutaciones responsables que pueden afectar a diferentes genes:
- Gen TCIRG1. Corresponde a más del 50% de los casos.
- Gen CLCN7. Responsable del 10% del total de pacientes.
- Gen OSTM1. Las mutaciones de este gen afectan u una pequeña minoría de pacientes.

## Síntomas
Los síntomas se inician en la infancia y derivan de un fallo de los osteoclastos que son incapaces de reabsorber el hueso inmaduro. Ello provoca anomalías en los huesos con propensión a fracturas, problemas dentales, osteomielitis y mala formación de la cavidad medular con fallo funcional de la médula ósea. Otros síntomas son aumento del tamaño del hígado (hepatomegalia) y bazo (esplenomegalia) y déficit de visión por compresión ósea sobre el nervio óptico. En las radiografías se aprecia esclerosis ósea.

## Tratamiento
El trasplante de médula ósea se ha mostrado eficaz para resolver algunas de las complicaciones, al proporcionar células madre hematopoyéticas capaces de dar origen a osteoclastos normofuncionantes.